# Epiblastus accretus
Lan dạ bích Đông Papua (danh pháp hai phần: Epiblastus accretus) là một loài thực vật có hoa trong họ Lan (Orchidaceae). Loài này được J.J.Sm. mô tả khoa học đầu tiên năm 1934.